# تپه قلعه خیدر
تپه قلعه خیدر مربوط به دوران پیش از تاریخ ایران باستان تا دوران‌های تاریخی پس از اسلام است و در شهرستان سقز، بخش مرکزی، روستای خیدر واقع شده و این اثر در تاریخ ۱۰ دی ۱۳۸۱ با شمارهٔ ثبت ۶۸۵۷ به‌عنوان یکی از آثار ملی ایران به ثبت رسیده است.